# Blastobasis egens
Blastobasis egens é uma espécie de mariposa do gênero Blastobasis pertencente à família Coleophoridae.